# José Mongelós
José Mongelós (Asunción, 10 de abril de 1989) es un tenor paraguayo.

## Trayectoria
En 2015 interpretó a Gastone en la ópera La Traviata de Giuseppe Verdi en el festival de verano suizo Stand’Été, en la ciudad de Moutier.
En 2014 debutó operísticamente en Europa cantando Spoletta en la ópera Tosca de Giacomo Puccini en una gira por Suiza, protagonizada por Joanna Parisi, Orlando Niz y Rubén Amoretti, y dirigida por Facundo Agudin.
En 2013 tuvo su debut Europeo en una serie de conciertos en Suiza del oratorio El paraíso y la peri de Robert Schumann con la Orquesta Musiques des Lumières dirigida por Facundo Agudin. 
En los últimos años realizó varios conciertos en Paraguay, entre los que se destacan, una Gala de Conmemoración al Bicentenario de Richard Wagner y una Gala de Ópera con la Orquesta Sinfónica Nacional, ambas dirigidas por Facundo Agudin. También participó de un Concierto de Gala acompañando a la famosa soprano surcoreana Sumi Jo y de una 9.ª de Beethoven con la OSN dirigidos por Juan Carlos Dos Santos. Además resalta su presentación como solista en la apertura, festejos centrales y cierre de las festividades del Bicentenario Nacional del Paraguay.
Fue nombrado en 2013 como el tenor oficial de la Orquesta Sinfónica del Congreso de la Nación (Paraguay), dirigida por Diego Sánchez Haase. 
En 2011 protagonizó el estreno en América de la ópera “La Forêt Mouillée” que se llevó a cabo en Argentina bajo la dirección del compositor y director argentino Fernando Albinarrate.
A partir del 2007 colabora con el maestro Luis Szarán y la Orquesta Sinfónica de la Ciudad de Asunción (Paraguay) con quien interpretó su primer concierto sinfónico y realiza presentaciones de música lírica y paraguaya regularmente. En el 2010 fue solista en la 9.ª Sinfonía de Beethoven, y al año siguiente, La Misa de Santa Cecilia de Gounod.
En Buenos Aires, Argentina estudió canto con la mezzosoprano argentina Marta Blanco, profesora titular del Teatro Colón. En repertorio trabajó con el maestro alemán Guillermo Opitz, director artístico de la Fundación Música de Cámara. Además estudió dirección orquestal con el renombrado pianista y director Darío A. Ntaca.
Actualmente, continúa su formación con el tenor retirado Rockwell Blake y con Joshua Greene, del Metropolitan Opera de Nueva York.
Habla español, inglés, francés y alemán.